# Barbuligobius
Barbuligobius is een geslacht van straalvinnige vissen uit de familie van grondels (Gobiidae). Het geslacht is voor het eerst wetenschappelijk beschreven in 1974 door Lachner & McKinney.

## Soort
- Barbuligobius boehlkei Lachner & McKinney, 1974